# 델 인스피론
델 인스피론(Dell Inspiron)은 델이 판매하는 소비자 지향 랩톱, 데스크톱 컴퓨터, 올인원 컴퓨터 계열이다. 인스피론 계열은 주로 에이서의 어스파이어, 에이수스의 트랜스포머 북 플립, 비보북, 젠북, HP의 파빌리온, 스트림과 ENVY, 레노버의 아이디어패드, 삼성전자의 삼성 센스, 도시바의 새틀라이트와 경쟁한다.

## 유형
델 인스피론 라인업은 노트북, 데스크톱, 올인원으로 구성된다.
- 델 인스피론 랩톱 컴퓨터
- 델 인스피론 데스크톱 컴퓨터
- 델 인스피론 올인원

중단:
- 델 인스피론 미니 시리즈 넷북 (2008-2010)

## 같이 보기
- 델 XPS
- 에일리언웨어